# Кубок Італії з футболу 1960—1961
Кубок Італії з футболу 1960—1961 — 14-й розіграш Кубка Італії з футболу. У турнірі взяли участь 38 італійських клубів. Титул володаря кубка Італії вдруге здобула «Фіорентіна», яка у фіналі переграла «Лаціо».

## Календар
| Раунд               | Дата                       | Матчі | Клуби   |
| ------------------- | -------------------------- | ----- | ------- |
| Перший раунд        | 4 вересня 1960             | 10    | 38 → 28 |
| Другий раунд        | 18 вересня 1960            | 12    | 28 → 16 |
| 1/8 фіналу          | 25 січня - 15 березня 1961 | 8     | 16 → 8  |
| 1/4 фіналу          | 5 квітня - 3 травня 1961   | 4     | 8 → 4   |
| 1/2 фіналу          | 3-10 травня 1961           | 2     | 4 → 2   |
| Матч за третє місце | 29 червня 1961             | 1     |         |
| Фінал               | 11 червня 1961             | 1     | 2 → 1   |

## Перший раунд
| Команда 1          | Рахунок      | Команда 2                  |
| ------------------ | ------------ | -------------------------- |
| 4 вересня 1960     |              |                            |
| Алессандрія (2)    | 5:0          | Новара (2)                 |
| Трієстіна (2)      | 1:0          | Венеція (2)                |
| Верона (2)         | 1:2          | Марцотто Вальданьо (2)     |
| Комо (2)           | 0:0 пен. 5:2 | Аурора Про Патрія 1919 (2) |
| Брешія (2)         | 3:1 дч       | Мантова (2)                |
| Парма (2)          | 2:1          | Монца (2)                  |
| Самбенедеттезе (2) | 2:1          | Реджана (2)                |
| Дженоа (2)         | 1:2          | Прато (2)                  |
| Катандзаро (2)     | 0:1 дч       | Фоджа (2)                  |
| Мессіна (2)        | 2:0          | Палермо (2)                |

## Другий раунд
| Команда 1       | Рахунок      | Команда 2              |
| --------------- | ------------ | ---------------------- |
| 18 вересня 1960 |              |                        |
| Удінезе         | 0:1          | Трієстіна (2)          |
| Падова          | 3:0          | Марцотто Вальданьо (2) |
| Алессандрія (2) | 3:5          | Мілан                  |
| Комо (2)        | 3:2          | Аталанта               |
| Брешія (2)      | 5:4 дч       | Віченца                |
| Парма (2)       | 1:3          | Інтернаціонале         |
| СПАЛ            | 1:2          | Самбенедеттезе (2)     |
| Сампдорія       | 3:3 пен. 4:3 | Прато (2)              |
| Барі            | 3:1          | Фоджа (2)              |
| Катанія         | 1:2          | Мессіна (2)            |
| Болонья         | 4:2 дч       | Лекко                  |
| Наполі          | 1:2 дч       | Рома                   |

## 1/8 фіналу
| Команда 1          | Рахунок | Команда 2     |
| ------------------ | ------- | ------------- |
| 25 січня 1961      |         |               |
| Самбенедеттезе (2) | 1:4     | Ювентус       |
| 15 лютого 1961     |         |               |
| Мессіна (2)        | 0:2     | Фіорентіна    |
| 1 березня 1961     |         |               |
| Торіно             | 2:1     | Мілан         |
| 8 березня 1961     |         |               |
| Барі               | 1:2 дч  | Сампдорія     |
| Рома               | 3:0 дч  | Болонья       |
| 15 березня 1961    |         |               |
| Інтернаціонале     | 7:1     | Брешія (2)    |
| Лаціо              | 4:0     | Комо (2)      |
| Падова             | 1:0     | Трієстіна (2) |

## 1/4 фіналу
| Команда 1      | Рахунок | Команда 2  |
| -------------- | ------- | ---------- |
| 5 квітня 1961  |         |            |
| Інтернаціонале | 0:1     | Лаціо      |
| 23 квітня 1961 |         |            |
| Падова         | 0:1     | Торіно     |
| 3 травня 1961  |         |            |
| Сампдорія      | 0:2     | Ювентус    |
| Рома           | 4:6     | Фіорентіна |

## 1/2 фіналу
| Команда 1      | Рахунок      | Команда 2 |
| -------------- | ------------ | --------- |
| 3 травня 1961  |              |           |
| Лаціо          | 1:1 пен. 5:4 | Торіно    |
| 10 травня 1961 |              |           |
| Фіорентіна     | 3:1          | Ювентус   |

## Матч за третє місце
| Команда 1      | Рахунок      | Команда 2 |
| -------------- | ------------ | --------- |
| 29 червня 1961 |              |           |
| Ювентус        | 2:2 пен. 3:2 | Торіно    |

## Фінал
| 11 червня 1961 |

| Фіорентіна          | 2:0 | Лаціо |
| ------------------- | --- | ----- |
| Петріс 4' Мілан 80' |     |       |

| «Комунале», Флоренція Арбітр: Джино Рігато |